# Saisseval
Saisseval – miejscowość i gmina we Francji, w regionie Hauts-de-France, w departamencie Somma.
Według danych na rok 1990 gminę zamieszkiwały 223 osoby, a gęstość zaludnienia wynosiła 30 osób/km² (wśród 2293 gmin Pikardii Saisseval plasuje się na 775. miejscu pod względem liczby ludności, natomiast pod względem powierzchni na miejscu 653.).